# Rdza mięty

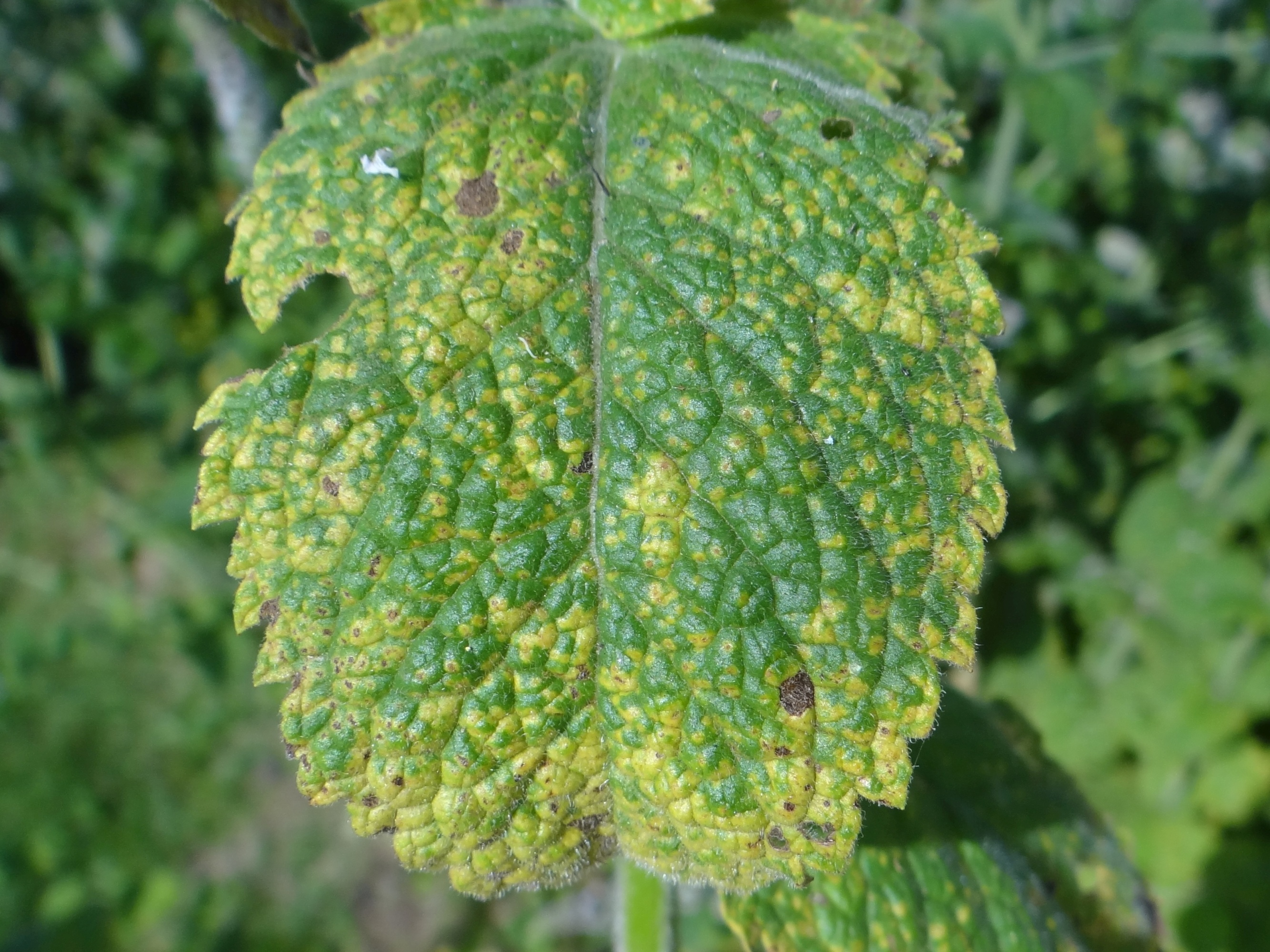
Objawy na górnej stronie liścia mięty

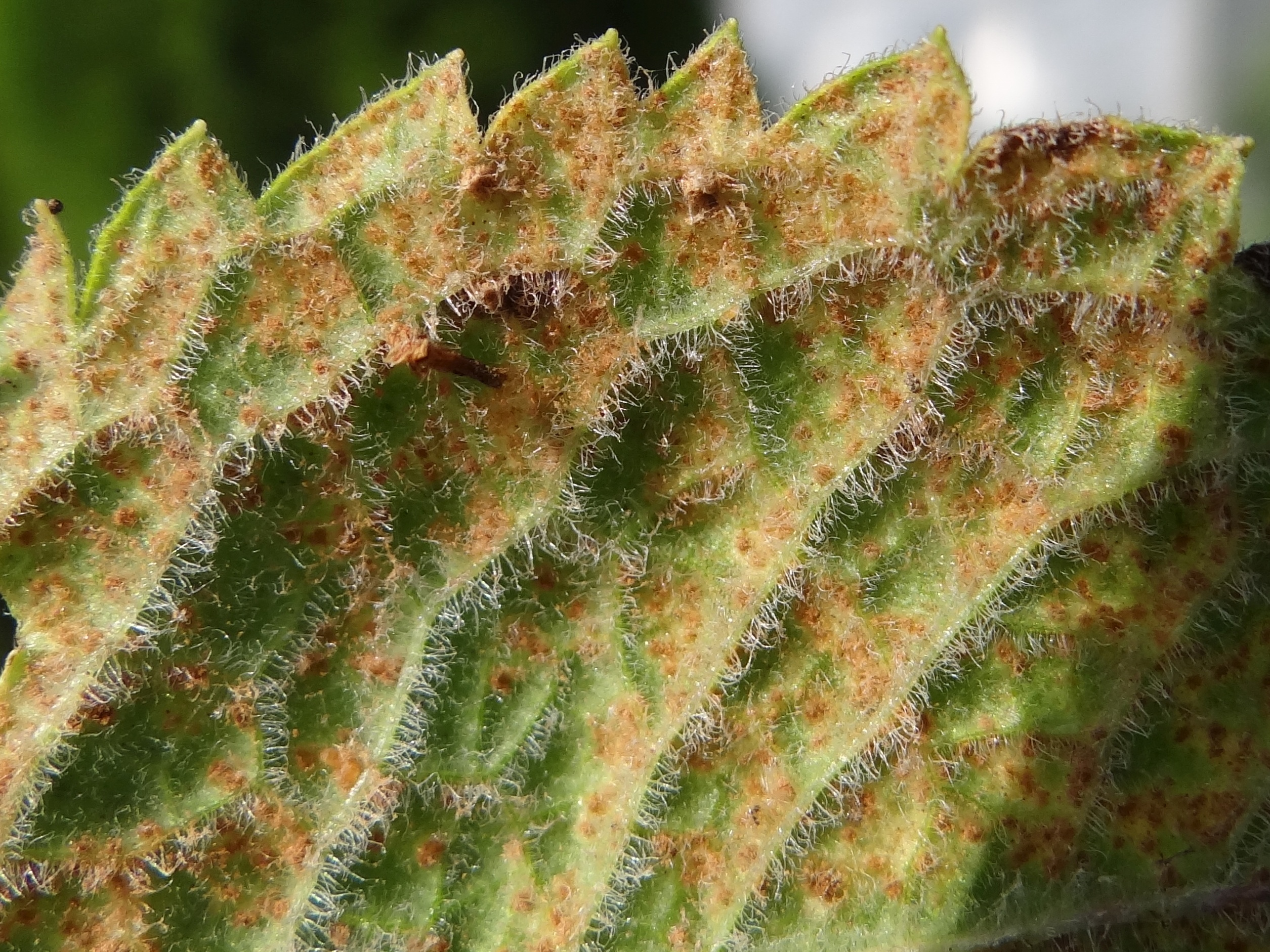
Objawy na dolnej stronie liścia mięty

Rdza mięty – grzybowa choroba roślin z grupy rdzy, wywołana przez Puccinia menthae. Patogen ten pasożytuje na  wielu gatunkach roślin z rodziny jasnotowatych, zarówno dziko rosnących, jak i uprawianych. Wśród roślin uprawnych szczególnie niebezpieczny jest dla mięty.

## Objawy i szkodliwość
Najpierw choroba rozwija się na dolnych liściach mięty. Na górnej ich powierzchni pojawiają się żółte, chlorotyczne plamy. Na dolnej powierzchni blaszki liściowej pojawiają się skupiska żółtych urediniów. Mają chropowatą powierzchnię, okrągły kształt i średnicę do 0,5 mm. Później pojawiają się takie same, ale brązowe telia. Silnie porażone liście żółkną i przedwcześnie opadają. Zainfekowana mięta nie nadaje się do użytku ani spożywczego, ani przemysłowego. Mięta uprawiana jest w dość znacznych ilościach, zarówno jako zioło, jak i do otrzymywania olejku miętowego wykorzystywanego w przemyśle spożywczym i kosmetycznym. Porażenie plantacji powoduje więc duże szkody gospodarcze

## Epidemiologia
Zarodniki choroby przenoszone są przez wiatr, ale także przez zakażone kłącze. Prowadzi się badania, czy choroba powoduje ogólnoustrojowe zakażenie rośliny rozprzestrzeniające się z kłączy poprzez tkanki na całą roślinę, czy też zarodniki tylko przylegają do kłączy, a na wiosnę dokonują infekcji młodych pędów. Podczas sezonu wegetacyjnego wytwarzane na liściach i łodygach mięty urediniospory rozprzestrzeniają chorobę dokonując infekcji wtórnych.

## Ochrona
Doświadczenia wykazały, że 100%  skuteczność w niszczeniu patogenu powoduje odkażanie kłączy przed sadzeniem za pomocą gorącej wody. Niesie ono jednak ryzyko uszkodzenia kłączy. Odkażanie siarczanem miedzi dało sprzeczne wyniki. Z dużym powodzeniem do chemicznego zwalczania choroby stosowano profilaktyczne opryskiwanie powierzchni gleby chlorkiem i azotanem niklu oraz wieloma fungicydami organicznymi, w tym dinitroamblami. Doświadczenia wykazały, że najbardziej skuteczne jest opryskiwanie roślin fungicydami, gdy rdza mięty jest na etapie ecjum. Standardowe głębokie przyorywanie resztek pożniwnych jesienią znacznie zmniejsza nasilenie choroby. Prowadzi się badania nad otrzymaniem szczepów odpornych. Jeden z amerykańskich szczepów mięty zielonej (Mentha spicata) jest odporny na co najmniej 15 szczepów Puccinia menthae.